# JNC
JNC（韓語：제이앤씨）為韓國6人舞蹈團體，經紀公司為Kiss Entertainment。2004年以正規專輯《The New History Begins》出道。團體成員分別由Buzz與SG Wannabe與J-Walk與Click-B兩組正在活動中的團體組合而成。

## 簡歷
JNC是由Buzz成員姜重仁、鄭來勳與SG Wannabe成員申泰勳、申浩俊、河俊夕與J-Walk成員金在德、張水院與Click-B成員金泰亨、禹然皙、金相赫、吳鐘赫組成。2004年於KBS Music Bank以主打歌曲〈過了一天〉出道。拍攝M/V〈But〉(邀請皇甫惠貞擔任女主角)。組合也以〈HOT〉一曲活動並且於MTV音樂現場Live Wow Special節目以不同以往的形象學習中。

## 成員
- 姜重仁 (1979年2月4日）
- 申泰勳（1979年4月10日）
- 金在德（1979年8月7日）
- 申浩俊（1980年4月14日）
- 鄭來勳（1980年4月16日）
- 禹然皙（朝鲜语：우연석）（1980年5月13日）
- 張水院（1980年7月16日）
- 金泰亨（朝鲜语：강후）（1981年3月19日）
- 吳鐘赫（1983年2月16日）
- 金相赫（朝鲜语：김상혁）（1983年5月7日）
- 河俊夕（1984年10月17日）

## 專輯
正規
- 《The New History Begins》[2004-10-6]

M/V
- JNC - But（页面存档备份，存于）